# Abbott and Costello Meet Frankenstein
Abbott and Costello Meet Frankenstein (titulada Abbott y Costello contra los fantasmas en México y España, Abbott y Costello contra Frankenstein en Argentina y Abbott y Costello contra los monstruos en Venezuela) es una película de comedia de 1948 dirigida por Charles Barton. Fue protagonizada por el dúo cómico Abbott y Costello, y contó además con las actuaciones de Bela Lugosi, Lon Chaney Jr. y Glenn Strange.

## Trama
Larry Talbot (Lon Chaney, Jr.) llama por teléfono desde Londres a una estación de trenes en Florida, donde trabajan Chick Young (Bud Abbott) y Wilbur Grey (Lou Costello). Talbot intenta advertirles sobre unas cajas que llegarán a la estación, que según él contienen los cuerpos del conde Drácula (Béla Lugosi) y el monstruo de Frankenstein (Glenn Strange). Sin embargo, dado que esa noche hay luna llena, Talbot se convierte en un hombre lobo y Wilbur cree que es una broma telefónica. Tras esto, el señor McDougal (Frank Ferguson), dueño de una "casa de los horrores", llega a la estación y le pide a Wilbur y Chick que lleven las cajas de las que Talbot le estaba advirtiendo hasta su negocio. Al llevar las cajas a la "casa de los horrores", Wilbur descubre que Talbot estaba en lo cierto, y ve cómo Drácula sale de su ataúd y revive al monstruo de Frankenstein, luego de lo cual se van. Chick no cree la historia de Wilbur, y el señor McDougal los acusa a ambos de haber robado el contenido de sus cajas.
Esa noche, la doctora Sandra Mornay (Lénore Aubert) recibe a Drácula y al monstruo en su castillo, donde le promete al conde que reemplazará el cerebro de la criatura por uno más servil, para no cometer el error del doctor Frankenstein. Días atrás, Sandra había engañado a Wilbur y se convirtió en su novia, con el objetivo de sacar su cerebro. Mientras tanto, Wilbur y Chick son liberados de la cárcel luego que Joan Raymond (Jane Randolph) pagara la fianza. Joan trabaja para la empresa aseguradora del señor McDougal, y busca engañar a Wilbur para que le diga dónde están los cuerpos que habían desaparecido en la "casa de los horrores". El dúo descubre además que Talbot llegó desde Europa para impedir que Drácula reviva completamente al monstruo de Frankenstein, y le pide ayuda a Wilbur y Chick.
Al día siguiente, Wilbur invita a Sandra y Joan a una fiesta de disfraces. En el castillo de Sandra, mientras las mujeres se arreglan para la fiesta, Wilbur y Chick contestan una llamada telefónica de Talbot, quien les dice que en el castillo se encuentran Drácula y el monstruo. Wilbur acepta a regañadientes examinar el castillo, y baja al sótano junto a Chick. Allí, Wilbur descubre al conde y a la criatura, pero se esconden cuando intenta mostrarle a Chick. Mientras tanto, Joan encuentra en la habitación de Sandra un cuaderno del doctor Frankenstein, donde explica cómo revivir a los muertos. Por su parte, Sandra descubre la verdadera identidad de Joan. Cuando Wilbur cuenta que estuvo en el sótano del castillo, Sandra dice tener un dolor de cabeza y se excusa de ir a la fiesta. Sin embargo, Drácula muerde su cuello y la convierte en su esclava, obligándola a ir a la fiesta junto a Wilbur.
En la fiesta, los protagonistas encuentran a Talbot y McDougal, así como a Drácula y Sandra. Mientras Drácula invita a Joan a bailar, Sandra va al bosque con Wilbur, donde intenta morder su cuello. Sin embargo, la mujer se va cuando llegan Chick y Talbot. Mientras buscan a Joan, Talbot se transforma en hombre lobo y persigue a Wilbur. Wilbur escapa, pero el hombre lobo encuentra a McDougal y lo muerde. McDougal acusa a Chick de haberlo atacado, ya que estaba con una máscara de lobo. Chick logra escapar, y ve cómo Drácula rapta a Drácula y Wilbur y los lleva al castillo. Al día siguiente, Chick encuentra a Talbot y ambos deciden ir al castillo para rescatar a quienes fueron raptados.
En el castillo, Sandra y Drácula preparan el laboratorio para reemplazar el cerebro del monstruo por el de Wilbur. Chick y Talbot llegan al laboratorio antes que Sandra le hiciera daño a Wilbur, pero Talbot vuelve a convertirse en hombre lobo. Tras esto, el hombre lobo comienza a pelear con Drácula, mientras Chick y Wilbur son perseguidos por el monstruo de Frankenstein. En medio del enfrentamiento, el monstruo toma a Sandra y la arroja por una ventana del castillo. Drácula intenta huir del lugar convertido en murciélago, pero el hombre lobo lo atrapa y ambos caen al mar. Por su parte, Chick y Wilbur logran escapar en un bote, mientras el monstruo cae al agua luego que el muelle es incendiado. Chick y Wilbur creen haber escapado del peligro cuando escuchan la voz del hombre invisible (Vincent Price) que estaba en el bote junto a ellos. Ambos huyen lanzándose al agua.

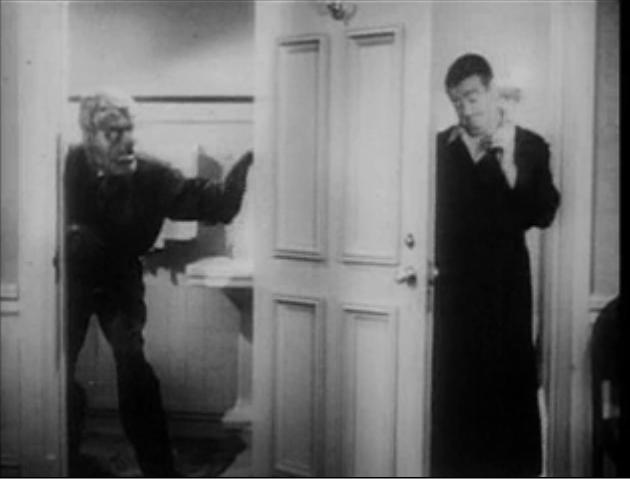
Escena de la película.

## Reparto
- Bud Abbott como Chick Young.
- Lou Costello como Wilbur Grey.
- Lon Chaney Jr. como Lawrence Talbot/Hombre lobo.
- Béla Lugosi como Conde Drácula.
- Glenn Strange como El monstruo de Frankenstein.
- Lenore Aubert como Dra. Sandra Mornay.
- Jane Randolph como Joan Raymond.
- Frank Ferguson como Sr. McDougal
- Charles Bradstreet como Profesor Stevens.
- Vincent Price como El hombre invisible.

## Recepción
En 2001, fue escogida junto con otras cintas por la Biblioteca del Congreso de Estados Unidos para formar parte del National Film Registry, un archivo cinematográfico encargado de conservar aquellas películas "cultural, histórica o estéticamente significativas".

## Enlacese externos
- Wikimedia Commons alberga una categoría multimedia sobre Abbott and Costello Meet Frankenstein.
- Wikiquote en inglés alberga frases célebres de Abbott and Costello Meet Frankenstein.

- Datos: Q306791
- Multimedia: Abbott and Costello Meet Frankenstein / Q306791